# Disputa de Barcelona

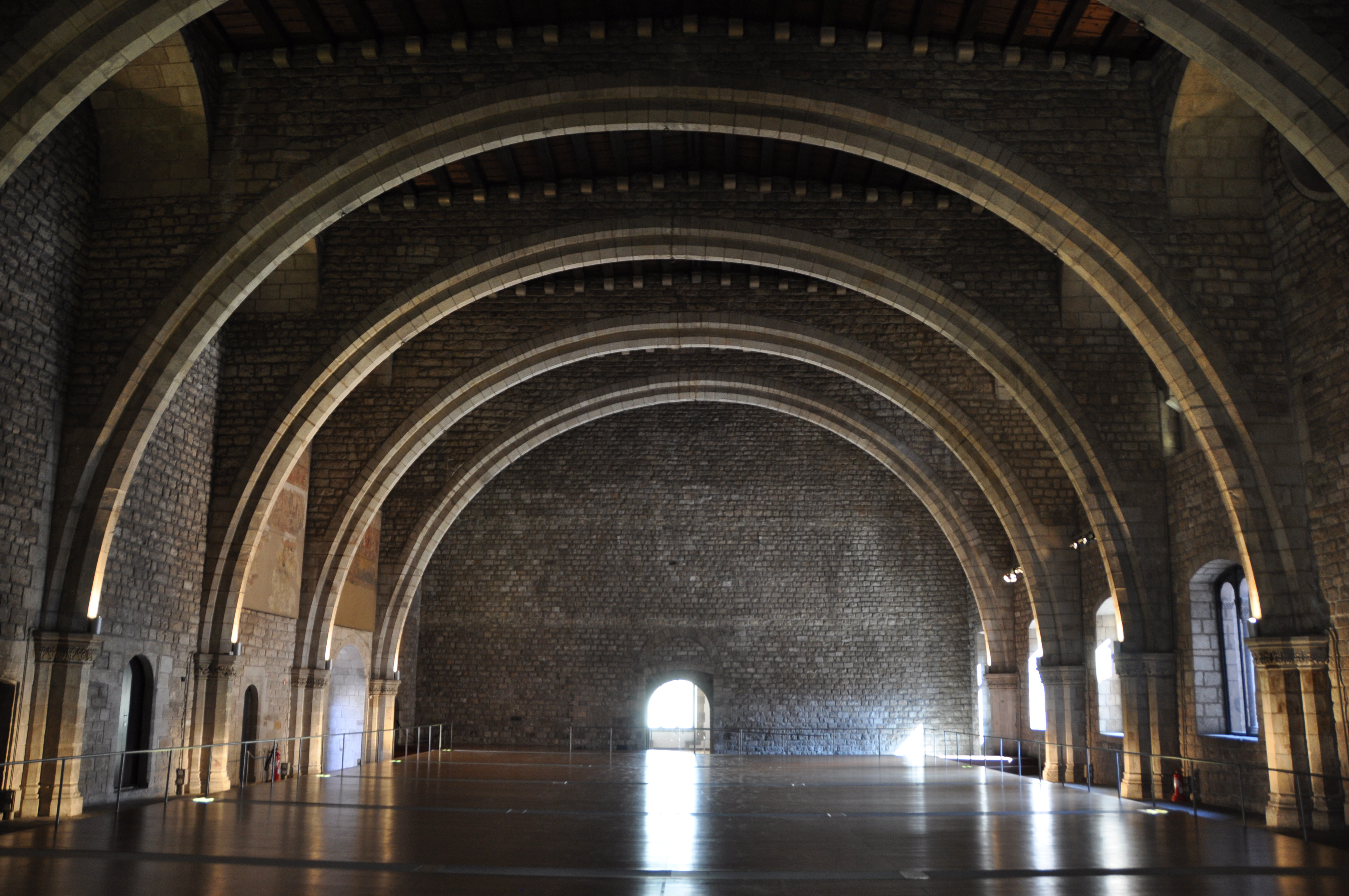
Saló del Tinell del Palau Reial Major

La disputa de Barcelona o controvèrsia jueva va ser un debat entre cristians i jueus fet a Barcelona el 1263 segons l'era cristiana, o l'any 5023 de l'era jueva. Va començar el divendres 20 de juliol i continuà els dies 23, 26 i 27. Per part jueva va argumentar el rabí Moixè ben Nakhman (Bonastruc ça Porta), que aleshores tenia 70 anys, i per part cristiana el convers Pau Crestià i Raimon de Penyafort, ambdós frares dominics. Les dues parts van creure's vencedores de la disputa.

## Precedents
Al segle xiii van començar les disputes religioses on els representants del clergat cristià (generalment jueus renegats) tractaven de demostrar la falsedat dels textos religiosos jueus, mentre que els representants de les comunitats jueves els defensaven.
Les més famoses d'aquestes disputes van ser: la de París de 1240, on el renegat Nicolau Donin intentà demostrar que el Talmud contenia atacs contra el cristianisme. De resultes d'aquesta disputa el Talmud va ser declarat llibre impiu i cremat públicament a París.

## Desenvolupament
La disputa de Barcelona es va presentar respecte de les anteriors com un debat argumentat, amb una actitud de concòrdia, allunyada del fonamentalisme irracional de les disputes anteriors. Les sessions del debat tingueren lloc en un fòrum privilegiat, el Palau Reial, i foren presidides pel rei Jaume I. La disputa fou organitzada pel frare Pau Cristià que volia forçar el jueu més famós del seu temps, el rabí Nahmànides, que admetés que els escrits judaics parlaven de Jesús quan anunciaven l'arribada d'un Messies. En resum, els temes que es tractaren foren:
- Intent de demostració que el Messies ja havia vingut.
- Intent de demostració que el Messies era el mateix Déu nascut d'una verge.
- Dirimir si els jueus guardaven la Torà.
- La qüestió de Maimònides sobre la superioritat de la filosofia per damunt de la religió.

Com que a Bonastruc ça Porta li concediren plena llibertat de paraula, va dir que el Messies encara havia d'arribar i va refutar la pretensió de fra Pau Crestià sobre que quedava abolida la llei jueva amb el naixement de Jesús, demostrant que Jesús era hebreu i la seva doctrina s'havia de considerar com una reforma o concreció de la Torà. Bonastruc és considerat el «guanyador» en aquesta disputa i durant molt de temps s'ha considerat que per això s'hagué d'exiliar (morí a Acre, a l'actual Israel). Tot i això, més recentment, estudis de cartes que se li atribueixen, indiquen que va marxar amb la voluntat de peregrinar a Eretz Israel per voluntat pròpia, no com a exili forçós.
Tant jueus com cristians van escriure narracions divergents i no sempre fidels del que havia passat a Barcelona. Pau Cristià va resumir la disputa en un text en llatí, que posteriorment va utilitzar a les seves pròpies campanyes missioneres fent gala del segell reial que el realçava com un document públic. En canvi, l'escrit del rabí fou cremat per ordre del rei Jaume. El text hebreu que durant molts de temps es va creure com a autèntic en realitat és molt posterior i fou redactat a partir dels apunts d'una persona contemporània als fets.

## Conseqüències
Tot i que les disputes cercaven la conversió mitjançant la paraula de la població jueva, no s'ha detectat que aquesta disputa tingués conseqüències per a les comunitats jueves de la Corona d'Aragó.
Segle i mig després, la Disputa de Tortosa (1413-1414), on van participar dotze grans rabins, entre ells Iosef Albo, sí que va tenir conseqüències desastroses per a les comunitats, amb un gran nombre de conversions i l'enduriment de les lleis que marginaven la població jueva.
Aquesta controvèrsia va tenir importants ramificacions fins al Renaixement i determina l'inici de la teologia de la controvèrsia, primer amb els hebreus i a continuació amb els musulmans, que continuarà fins ben entrat el segle xvi.